# Nagyselyk község
Nagycsűr község (románul: Comuna Şeica Mare) község Szeben megyében, Romániában. Központja Nagyselyk, beosztott falvai Bólya, Ingodály, Isztina, Kispéterfalva, Mihályfalva.

## Fekvése
Nagyszebentől 30, Medgyestől 28 kilométerre helyezkedik el, Szeben megye északi / középső részén. Szomszédos községek: északon Asszonyfalva, keleten Sálfalva, délen Vurpód, Szelindek és Ladamos, nyugaton Kisselyk. A Nagyszebent Medgyessel összekőtő DN14-es főúton közelíthető meg.

## Népessége
1850-től a népesség alábbiak szerint alakult:
| Lakosok száma | 5248 | 5108 | 5471 | 6016 | 7053 | 6701 | 5056 | 4842 | 4470 | 3925 |
|               | 1850 | 1880 | 1900 | 1920 | 1941 | 1977 | 1992 | 2002 | 2011 | 2021 |

A 2011-es népszámlálás adatai alapján a község népessége 4470 fő volt, melynek 83,76%-a román, 5,59%-a magyar és 3,85%-a roma. Vallási hovatartozás szempontjából a lakosság 83,76%-a ortodox, 3,87%-a református, 2,15%-a római katolikus és 1,81%-a görögkatolikus.

## Nevezetességei
A község területéről az alábbi épületek szerepelnek a romániai műemlékek jegyzékében:
- a bólyai Bolyai-kastély (LMI-kódja SB-II-m-A-12342)
- a bólyai evangélikus templom (SB-II-m-B-12343)
- a mihályfalvi Tóbiás-kastély (SB-II-m-B-12332)
- a nagyselyki evangélikus templom (SB-II-m-B-12557)

A kispéterfalvi molyhos tölgyerdő a Natura 2000 ökológiai hálózathoz tartozó terület.

## Híres emberek
- Nagyselyken született Kappel Izidor (1881–1964) orvos, orvosi szakíró.